# Karatschi West (Distrikt)

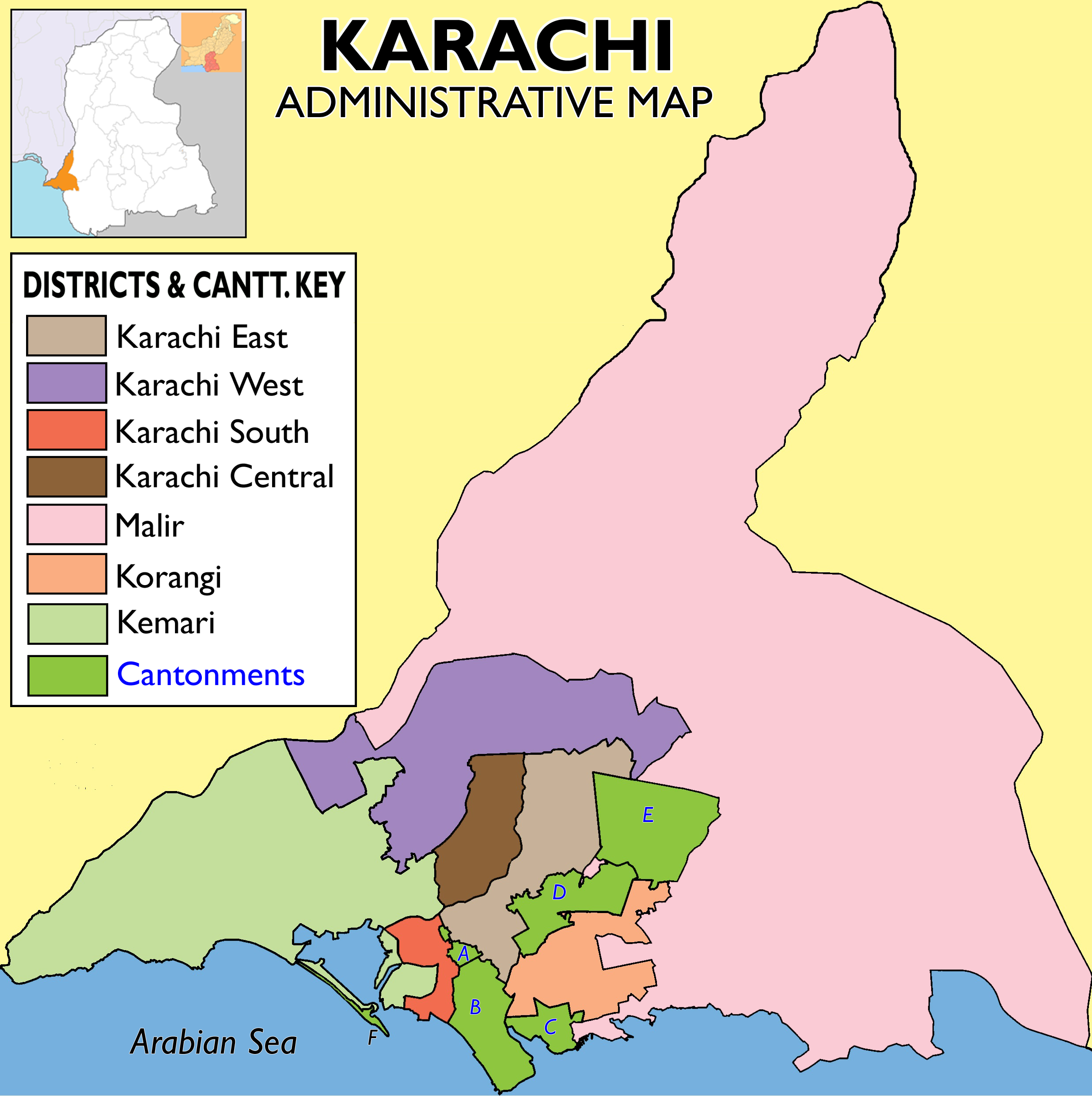
Verwaltungsgliederung von Karatschi

Der Distrikt Karatschi West ist ein Verwaltungsdistrikt in Pakistan in der Provinz Sindh. Der Distrikt bildet einen Teil der Stadt Karatschi und setzt sich aus den Stadtteilen Lyari, Baldia, Kiamari, Orangi und SITE Town zusammen.
Der Distrikt hat eine Fläche von 481 km² und nach der Volkszählung von 2017 3.914.757 Einwohner. Die Bevölkerungsdichte beträgt 8139 Einwohner/km².

## Lage
Der Distrikt befindet sich im Süden der Provinz Sindh, die sich im Südosten von Pakistan befindet. Er bildet den westlichen Teil der Megastadt Karatschi.

## Geschichte
Im Jahr 2000 wurde der Distrikt abgeschafft und Karatschi wurde ein einzelner Distrikt des Sindh. Am 11. Juli 2011 stellte die Regierung von Sindh den Distrikt Karatschi West wieder her.

## Demografie
Zwischen 1998 und 2017 wuchs die Bevölkerung um jährlich 3,35 %. In 634.459 Haushalten leben 2.065.847 Männer, 1.848.553 Frauen und 223 Transgender, woraus sich ein Geschlechterverhältnis von 111,8 Männer pro 100 Frauen ergibt und damit einen für Pakistan häufigen Männerüberschuss.
| Jahr | Einwohnerzahl |
| ---- | ------------- |
| 1998 | 2.089.509     |
| 2017 | 3.914.757     |